# Église Saint-Apré de Warlus
L'église Saint-Apré est une église catholique située à Warlus, dans le département français de la Somme, en France.

## Historique

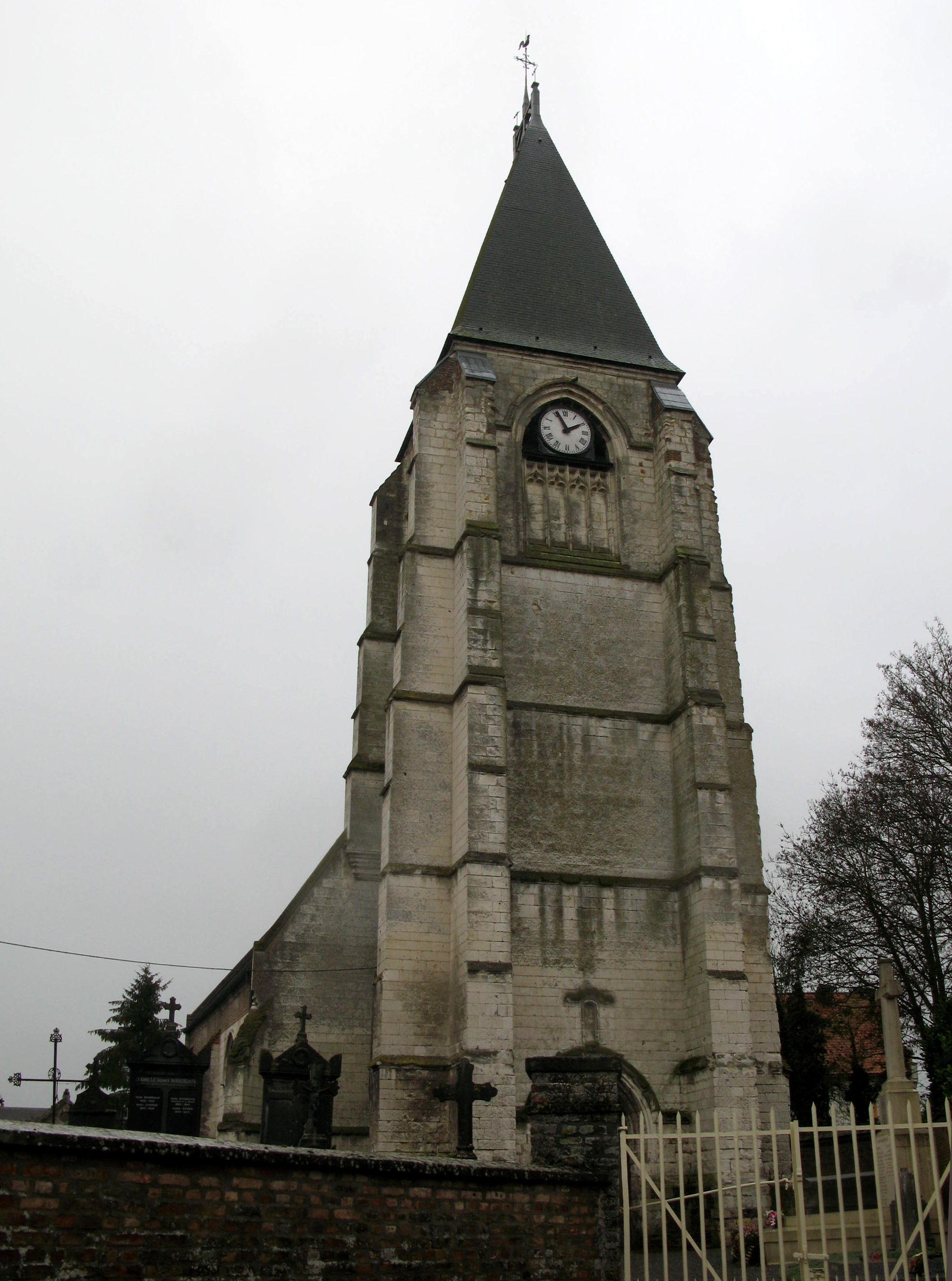

L'édifice construit au XVIe siècle est protégé au titre des monuments historiques : arrêté du 1er décembre 1969.

## Caractéristiques
Le monument est construit en pierre selon un plan basilical. Le clocher-porche massif renforcé de contreforts est surmonté d'une toiture pentue en ardoises.